# دیسک‌ورلد
دیسک ورلد (به انگلیسی: Discworld)، یک مجموعه کتاب فانتزی است که بدست تری پرچت، نویسندهٔ انگلیسی، نوشته شده‌است. داستان‌های این مجموعه در جهانی با نام دیسک‌ورلد می‌گذرد که صفحه‌ای مسطح است که بر شانه‌های چهار فیل عظیم‌الجثه قرار دارد. این فیل‌ها نیز به نوبهٔ خود بر روی پشت یک لاک‌پشت غول‌آسا با نام آتوئین بزرگ (به انگلیسی: Great A'Tuin) قرار دارند. در این مجموعه بارها از موضوعات کتاب‌های نویسندگانی چون جی. آر. آر. تالکین، رابرت هاوارد، اچ پی لاوکرافت و ویلیام شکسپیر به صورت طنز استفاده شده‌است. از مجموعهٔ دیسک‌ورلد بیشتر از ۸۰ میلیون نسخه در ۳۷ زبان به فروش رفته‌است.
این مجموعه در برگیرندهٔ بیش از ۴۰ رمان، ۱۱ داستان کوتاه، چهار کتاب علمی و چندین کتاب مرجع و مکمل است. از این مجموعه چندین رمان تصویری، بازی کامپیوتری، نمایش تئاتر، مجموعهٔ تلویزیونی اقتباس شده‌است.
روزنامهٔ ساندی تایمز چاپ انگلستان از این مجموعه به عنوان یکی از پرفروش‌ترین مجموعه کتاب‌ها نام برده و تری پرچت را به عنوان پرفروش‌ترین نویسندهٔ انگلستان در دههٔ نود میلادی دانسته است. رمان‌های دیسک‌ورلد جوایز بسیاری از جمله جایزه پرومتئوس و مدال ادبی کارنگی را از آن خود کرده‌است. در نظرسنجی بیگ رید که بی‌بی‌سی در سال ۲۰۰۳ در انگلستان انجام داد، چهار رمان مجموعهٔ دیسک‌ورلد در فهرست ۱۰۰ کتاب برتر قرار گرفت؛ همچنین مردم انگلیس در این نظرسنجی، ۱۴ رمان دیسک‌ورلد را در شمار ۲۰۰ کتاب برتر دانستند.

## رمان‌ها
از این مجموعه، چهل رمان به چاپ رسیده که قرار است ۴۱اُمین آن در پایان سال ۲۰۱۵ میلادی منتشر شود. تری پرچت که در پیش از مرگش در ابتدای سال ۲۰۱۵ از بیماری آلزایمر رنج می‌برد اعلام کرد که خوشحال می‌شود که دخترش، ریانا پرچت، به جای او به ادامه این مجموعه بپردازد. جلد ۲۶ رمان اول این مجموعه تا رمان دزد زمان (۲۰۰۱) بدست جاش کربی به تصویر کشیده شده‌است اما نسخه‌های آمریکایی که انتشارات هارپرکالینز آن‌ها را منتشر کرده دارای تصاویر روی جلد متفاوتی هستند. پس از مرگ جاش کربی در سال ۲۰۰۱، نقاشی‌های روی جلد کتاب‌های بعدی مجموعه بدست پائول کربی کشیده‌شد.
| شماره. | نام                                   | سال انتشار | گروه                                            | یادداشت                                                                             |
| ------ | ------------------------------------- | ---------- | ----------------------------------------------- | ----------------------------------------------------------------------------------- |
| ۱      | رنگ جادو                              | ۱۹۸۳       | رینسوایند                                       | ۹۳اُمین کتاب در فهرست بیگ رید.                                                       |
| ۲      | The Light Fantastic                   | ۱۹۸۶       | رینسوایند                                       | دنبالهٔ کتاب رنگ جادو.                                                               |
| ۳      | آداب برابر                            | ۱۹۸۷       | زنان جادوگر، مردان جادوگر                       |                                                                                     |
| ۴      | مرگ                                   | ۱۹۸۷       | مرگ                                             | ۶۵اُمین کتاب در فهرست بیگ رید.                                                       |
| ۵      | سورسری (Sourcery)                     | ۱۹۸۸       | رینسوایند، جادوگران مرد                         |                                                                                     |
| ۶      | خوارهان ویرد                          | ۱۹۸۸       | جادوگران زن                                     | ۱۳۵اُمین کتاب در فهرست بیگ رید.                                                      |
| ۷      | هرم‌ها                                 | ۱۹۸۹       | فرهنگ دیسک‌ورلد                                  | برندهٔ جایزهٔ علمی‌تخیلی انگلیس                                                        |
| ۸      | نگهبانان! نگهبانان!                   | ۱۹۸۹       | دیده‌بان شهر آنخ‌مورپورک                          | ۶۹اُمین کتاب در فهرست بیگ رید.                                                       |
| ۹      | اریک                                  | ۱۹۹۰       | رینسوایند                                       |                                                                                     |
| ۱۰     | تصاویر متحرک                          | ۱۹۹۰       | جادوگران مرد                                    |                                                                                     |
| ۱۱     | مرد دروگر                             | ۱۹۹۱       | مرگ، جادوگران مرد                               | ۱۲۶اُمین کتاب در فهرست بیگ رید.                                                      |
| ۱۲     | جادوگران خارج                         | ۱۹۹۱       | جادوگران زن                                     | ۱۹۷اُمین کتاب در فهرست بیگ رید.                                                      |
| ۱۳     | ایزدان خُرد                            | ۱۹۹۲       | فرهنگ دیسک ورلد، راهبان تاریخ                   | ۱۰۲اُمین کتاب در فهرست بیگ رید.                                                      |
| ۱۴     | لردها و بانوان                        | ۱۹۹۲       | زنان جادوگر، مردان جادوگر                       |                                                                                     |
| ۱۵     | مردان مسلح                            | ۱۹۹۳       | دیده‌بان شهر آنخ‌مورپورک                          | ۱۴۸اُمین کتاب در فهرست بیگ رید.                                                      |
| ۱۶     | موسیقی روح                            | ۱۹۹۴       | مرگ، جادوگران مرد                               | ۱۵۱اُمین کتاب در فهرست بیگ رید.                                                      |
| ۱۷     | اوقات جالب                            | ۱۹۹۴       | رینسوایند، جادوگران مرد                         |                                                                                     |
| ۱۸     | ماسکراد                               | ۱۹۹۵       | جادوگران زن                                     |                                                                                     |
| ۱۹     | Feet of Clay                          | ۱۹۹۶       | دیده‌بان شهر آنخ‌مورپورک                          |                                                                                     |
| ۲۰     | هاگفادر                               | ۱۹۹۶       | مرگ، جادوگران مرد                               | ۱۳۷اُمین کتاب در فهرست بیگ رید، نامزد جایزهٔ فانتزی بریتانیا                          |
| ۲۱     | جینگو                                 | ۱۹۹۷       | دیده‌بان شهر آنخ‌مورپورک                          |                                                                                     |
| ۲۲     | آخرین قاره                            | ۱۹۹۸       | رینسوایند، جادوگران مرد                         |                                                                                     |
| ۲۳     | کارپه جوگلوم                          | ۱۹۹۸       | جادوگران زن                                     |                                                                                     |
| ۲۴     | فیل پنجم                              | ۱۹۹۹       | دیده‌بان شهر آنخ‌مورپورک                          | ۱۳۵اُمین کتاب در فهرست بیگ رید.، نامزد جایزهٔ فانتزی لوکاس سال ۲۰۰۰                   |
| ۲۵     | حقیقت                                 | ۲۰۰۰       | دیده‌بان شهر آنخ‌مورپورک                          | ۱۹۳اُمین کتاب در فهرست بیگ رید.                                                      |
| ۲۶     | دزد زمان                              | ۲۰۰۱       | مرگ، راهبان تاریخ                               | ۱۵۲اُمین کتاب در فهرست بیگ رید.، نامزد جایزهٔ لوکاس ۲۰۰۲                              |
| ۲۷     | آخرین قهرمان                          | ۲۰۰۱       | رینسوایند، جادوگران مرد، دیده‌بان شهر آنخ‌مورپورک |                                                                                     |
| ۲۸     | ماوریس شگفت‌انگیز و موش‌های آموزش‌دیده‌اش | ۲۰۰۱       | اوبرورلد                                        | برندهٔ مدال ادبیات کارنگی سال ۲۰۰۱                                                   |
| ۲۹     | ساعت شب                               | ۲۰۰۲       | دیده‌بان شهر آنخ‌مورپورک، راهبان تاریخ            | برندهٔ جایزهٔ پرومتئوس سال ۲۰۰۳، ۷۳اُمین کتاب در فهرست بیگ رید، نامزد جایزهٔ لوکاس ۲۰۰۳ |
| ۳۰     | مردان آزاد وی                         | ۲۰۰۳       | تیفانی آچینگ                                    |                                                                                     |
| ۳۱     | هنگ بزرگ                              | ۲۰۰۳       | دیده‌بان شهر آنخ‌مورپورک، فرهنگ دیسک‌ورلد          | نامزد سال ۲۰۰۴ جایزهٔ لوکاس                                                          |
| ۲۲     | کلاهی پُر از آسمان                     | ۲۰۰۴       | تیفانی آچینگ، جادوگران زن                       |                                                                                     |
| ۳۳     | زدن به سیم آخر                        | ۲۰۰۴       | آنخ‌مورپورک                                      | نامزد جوایز لوکاس و نبیولا در سال ۲۰۰۵                                              |
| ۳۴     | تود!                                  | ۲۰۰۵       | دیده‌بان شهر آنخ‌مورپورک                          | نامزد جایزهٔ لوکاس سال ۲۰۰۶                                                          |
| ۳۵     | وینتراسمیت                            | ۲۰۰۶       | تیفانی آچینگ، جادوگران زن                       |                                                                                     |
| ۳۶     | بدست آوردن پول                        | ۲۰۰۷       | آنخ‌مورپورک                                      | برندهٔ جایزهٔ لوکاس و نامزد جایزهٔ نبیولا سال ۲۰۰۸                                     |
| ۳۷     | دانشگاهی‌های نادیدنی                   | ۲۰۰۹       | جادوگران مرد، رینسوایند                         | نامزد جایزهٔ لوکاس ۲۰۱۰                                                              |
| ۳۸     | نیمه‌شب بایست بپوشم                    | ۲۰۱۰       | تیفانی آچینگ، جادوگران زن                       | برندهٔ جایزهٔ آندره نورتون ۲۰۱۰                                                       |
| ۳۹     | اسنوف                                 | ۲۰۱۱       | دیده‌بان شهر آنخ‌مورپورک                          | سومین کتاب پرفروش در هفته اول انتشار                                                |
| ۴۰     | بالا آمدن مه                          | ۲۰۱۳       | دیده‌بان شهر آنخ‌مورپورک، آنخ‌مورپورک              |                                                                                     |
| ۴۱     | تاج چوپان                             | ۲۰۱۵       | تیفانی آچینگ                                    | در نیمه‌های ۲۰۱۴ به پایان رسیهد و قرار است در پایان سال ۲۰۱۵ منتشر شود.              |